# Tranås AIF Fotboll
Denna artikel handlar on Tranås AIF Fotboll. Se även Tranås AIF.
Tranås AIF var fotbollssektionen inom Tranås AIF från Tranås i Småland (F-län) 1905-1997. Sektionen sammanslogs 1997 med fotbollssektionen i Tranås BoIS i Tranås FF.
TAIF:s främsta merit var spel i gamla division III, motsvarande dagens Ettan, i 16 säsonger 1928/1929-1973. Föreningens sista säsong 1996 placerade sig laget som åttonde lag i division III Nordöstra Götaland, vilket innebar att Tranås FF fick taga vid i division III.